# Compromesso (scienza)
Nelle scienze esatte un compromesso è una scelta adottata come soluzione, presumibilmente ottimale, a un problema in cui la variazione desiderabile di una quantità comporta una variazione non desiderabile in un'altra quantità.
I compromessi sono molto frequenti nei processi decisionali in ingegneria e in economia. In quest'ultima, i compromessi si riconducono alla possibilità di ridurre una certa quantità di denaro per aumentare il valore di un'altra quantità e viceversa. Il termine è espresso talvolta come costo opportunità, riferendosi a più alternative alle quali si è preferito rinunciare a vantaggio di un'altra scelta. La decisione dipende dalla funzione di costo adottata, che spesso viene rappresentata come una curva di Pareto.

## In economia
Un esempio di compromesso può essere trovato nella relazione inversa fra grandezze di tempo, oppure di costo:
- tra tempo lavorativo e tempo libero: al crescere del valore di un'alternativa scelta, decresce necessariamente quello della seconda e viceversa.
- diversificazione di investimento: 
  - bilanciamento fra rischio e rendimento di un portafoglio finanziario
  - delle multinazionali "conglomerate" in settori economici controciclici
- compromesso fra tempo di compressione dati senza perdita e spazio necessario
- costo di mantenimento a scorta, e costo di stock-out
- costo di acquisto, e costo di mantenimento a scorta: problema del lotto economico
- saving sul prezzo di acquisto e switching-cost: per un cambio di fornitore.
- costi di scarti e rilavorazioni, e costi della non-qualità (danno di immagine, perdita di quote di mercato, ecc)

## Problemi di ottimizzazione
Il compromesso è alla base di un problema di ottimizzazione matematica che si risolve con le tecniche della ricerca operativa. Nei casi più semplici, come quelli sopra descritti, le due funzioni in valutazione sono descritte da due iperboli che si intersecano in un punto. La funzione obiettivo si costruisce per somma verticale delle due, per ogni valore della variabile indipendente, che è la quantità.
La curva risultante è in genere una curva a forma di U (o di U rovesciata) con un punto di minimo in cui si colloca l'ottimo (funzione semicontinua). Come nel problema del lotto economico, si calcolano gli estremi della funzione globale, ponendo a zero la sua derivata prima.
In molti problemi di ottimizzazione, il compromesso consiste nella massimizzazione (minimizzazione) di una funzione obiettivo, che si trova in compromesso col rispetto di valori minimi o massimi di altre funzioni, dette vincoli: ad esempio, la minimizzazione del costo del personale, entro un organico minimo e massimo di risorse umane. Il problema è rappresentato da un simplesso.
Quando la risultante è una famiglia di curve, si può definire l'inviluppo: ad esempio in economia l'inviluppo (di lungo periodo) delle curve di breve che unisce l'unico punto di massimo/minimo di una famiglia di curve ad U, ed è il limite di tale serie di curve.